# 2079 Jacchia
2079 Jacchia este un asteroid din centura principală, descoperit pe 23 februarie 1976 de Harvard Observatory.